# Paolo Giacometti

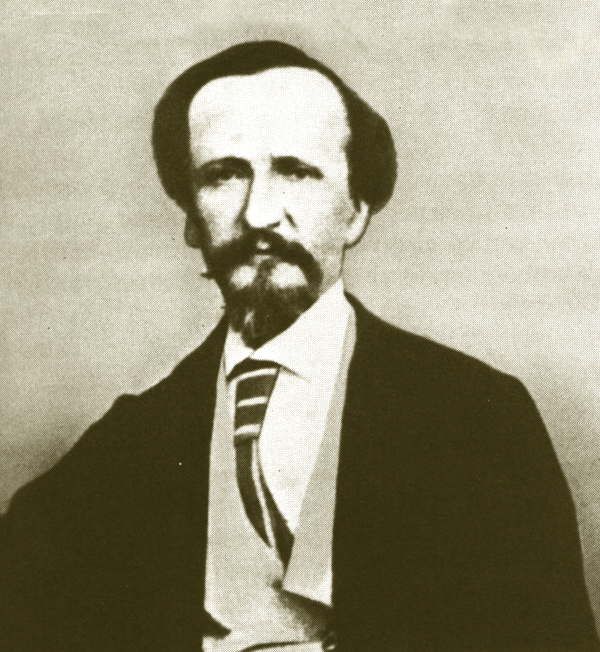
Paolo Giacometti

Paolo Giacometti (* 19. März 1816 in Novi Ligure; † 31. August 1882 in Gazzuolo) war ein italienischer Dramatiker.

## Leben
Bereits während seinem Studium der Rechte in Genua, er war gerade 20 Jahre alt, hatte er seinen ersten Bühnenerfolg mit seinem Drama Rosilda. Durch die Verarmung seiner Eltern war er genötigt, seine Studien aufzugeben und erwerbstätig zu werden. In Folge widmete er sich ganz der literarischen Arbeit und entwickelte eine andauernde, äußerst fruchtbare Tätigkeit für die Bühne. Mehr als 80 Stücke – sowohl ernster und wie heiterer Natur – hat er zeitlebens verfasst.
Zeitweise verdingte er sich bei wandernden Schauspielertruppen als Lohndichter. Dazu gehörte die Verpflichtung, jährlich eine bestimmte Anzahl von Stücken zu schreiben und an dem unsteten Wanderleben teilzunehmen. Auch wenn gesundheitliche Probleme bestanden, stand er dem Theaterleiter im Wort und musste das Bühnenstück liefern.
Für die berühmte Adelaide Ristori verfasste er eine nicht geringe Anzahl von Stücken, welche von dieser auf ihren Tourneen durch Europa und die Vereinigten Staaten zur Geltung brachte. Ab 1861 lebte er in Gazzuolo bei Mantua.

## Werke

### Tragödien
- Elisabetta, regina d'Inghilterra (1853; Digitalisat der Ausgabe von 1891 bei Google Books)
  - dt.: Elisabeth, Königin von England. Historisches Drama in fünf Akten. Deutsche Uebersetzung von C. L. S. Mühlthaler, München 1868 (Digitalisat bei Google Books)
- La colpa vendica la colpa (1854)
- Lucrezia Davidson (1854)
- Torquato Tasso (1855)
- Giuditta (1857)
- Bianca Visconti (1860)
- Sofocle (1860)
- La morte civile (1861)
- Maria Antonietta (1870)

### Komödien
- Il poeta e la ballerina
- Quattro donne in una casa
- La donna (1850)
- Il fisionomista (1850)
- La donna in seconde nozze (1851)

Dieser Artikel basiert auf einem gemeinfreien Text aus Meyers Konversations-Lexikon, 4. Auflage von 1888 bis 1890.
| Personendaten    | Personendaten            |
| ---------------- | ------------------------ |
| NAME             | Giacometti, Paolo        |
| KURZBESCHREIBUNG | italienischer Dramatiker |
| GEBURTSDATUM     | 19. März 1816            |
| GEBURTSORT       | Novi Ligure              |
| STERBEDATUM      | 31. August 1882          |
| STERBEORT        | Gazzuolo                 |